# Nicolò Maggioncalda
Nicolò Maggioncalda (Genova, 20 ottobre 1813 – Genova, 17 giugno 1878) è stato un politico italiano.

## Biografia
Fu Deputato del Regno di Sardegna nella I legislatura, eletto nel Collegio di Recco.